# Шимон Федоронько
Шимон Федоронько (21 серпня 1893, Чертіж — 1940, Катинь) — православний священник, протопресвітер, головний капелан православного віросповідання Війська Польського, жертва розстрілів біля Катині.

## Біографія
Шимон Федоронько народився 21 серпня 1893 року у Чертежі під Сяноком. Був сином Міхала (тамтешній фермер) та Анастазії (відн. Анни). У нього був брат Стефан (нар. 1879 р.).
Мав українське походження та первинно сповідував греко-католицизм (уніатство). Навчався у Сяноцькій гімназії, де у 1906/1907 навчальному році повторно навчався у I класі, у 1907/1908 навчальному році закінчив II клас, а у 1908/1909 роках закінчив III клас, у 1909/1910 роках закінчив IV клас, у 1910/1911 роках закінчив V клас, у 1911/1912 роках не закінчив VI класу, а під час 1912/1913 навчального року залишив гімназію як учень VI класу. Пізніше він закінчив православну духовну семінарію у Житомирі, і там був висвячений на священника (1914 р.).
Під час І світової війни та відступу російських військ з Галичини у 1915 році Шимон Федоронько переїхав як цивільна особа до Києва, і там діяв при митрополиті Євлогію, який тоді проводив антиуніатську кампанію. Роботу у військовому душпастирстві почав у 1922 р. зі званням капелана за вислугу років з 1 червня 1919. У той час очолив православне душпастирство округу корпусу № Х у Перемишлі. Пізніше служив в окрузі корпусу № ІІ у Любліні, де у 1928 р. очолював душпастирство, а у 1932 р. обіймав посаду декана. Пізніше прислуговував у окрузі корпусу № І у Варшаві. 4 лютого 1934 р. отримав звання старшого капелана у військовому духовенстві з місцем 1 у групі православного віросповідання, з одночасним дорученням обов'язків референта у Головному управлінні православного душпастирства у Бюро Некатолицьких віросповідань Міністерства військових справ. Незадовго став керівником цього управління. Як ксьондз-протопресвітер у листопаді 1935 р. провів у гарнізонній православній церкві на варшавській Празі першу у відродженій Польщі службу польською мовою. На посаду декана був призначений за вислугу років з 19 березня 1937 р. і 1 місцем у військовому духовенстві православного віросповідання. Наприкінці 30-х років був неформальним радником митрополита Діонісія.
Шимон Федоронько очолював створене у 1935 р. Товариство Православних Поляків, а у 1938 р. з його ініціативи було засновано Православний науково-видавничий інститут. Обидві структури підтримували владу Другої Речі Посполитої у боротьбі з рухом за українізацію та білорусизації Православної церкви.
Після вибуху ІІ світової війни у 1939 р., вересневої кампанії та нападу СРСР на Польщу потрапив у полон до радянських військ. Перебував в ув'язненні у Москві, а 11 квітня 1940 р. потрапив до табору полонених у Козельську. Шимон Федоронько був убитий у 1940 р. у Катині. У 1943 р. його тіло було ідентифіковане під номером 2713 під час ексгумацій, що проводилися під керівництвом німців (буквально визначений як Шимон Фезазонко; біля тіла знайдено документ, виданий у таборі, що посвідчує особу), де його поховали на території теперішнього Польського військового кладовища у Катині.

## Сім'я
У окупованій країні він залишив дружину Вєру, з родини Кісліґер (1897—1982) та трьох синів:
Александра (нар. 1918 р.), В'ячеслава (нар. 1920 р.) та Ореста (нар. 1922 р.). До початку війни вони проживали у Варшаві (на вулиці Кошиковій). Усі троє навчалися у Празькій гімназії ім. Короля Владислава IV.
Александер пройшов до польської армії на Заході, і служив льотчиком у 300 бомбардувальному дивізіоні у Великій Британії; загинув навесні 1944 року під час бомбардування Мангайма у Німеччині.
Орест і В'ячеслав були солдатами Армії крайової. Брали участь у Варшавському повстанні: підхорунжий Орест (пс. «Форт») загинув у перший день повстання на площі Домбровського, капрал підхорунжий В'ячеслав (пс. «Славек») загинув 18 серпня. У 1947 році перед Обводовим управлінням інвалідів у Ряшеві було відкрито справу щодо визнання зниклим безвісти Шимона Федоронька після подання заяви Вєри Федоронько про забезпечення по інвалідності.
Символічна могила сім'ї Федороньків знаходиться на православному кладовищі на Волі у Варшаві (сектор 42-4-38).

## Ордени та відзнаки
- Орден Білого Орла (посмертно, 6 листопада 2018 року)[21][22]
- Срібний Хрест Заслуги (19 березня 1931 року)[23]
- Медаль «Десятиліття здобутої незалежності»
- Медаль за «Довголітню службу»
- Медаль Перемоги (до 1937 року)[24]

## Вшанування пам'яті
8 листопада 2008 року на алеї «Солідарності» у Варшаві, поблизу Митрополичого собору рівноапостольної Марії Магдалини та VII Загальноосвітнього ліцею ім. Владислава IV було відкрито камінь на честь капелана Шимона Федоронька та його синів Александра, В'ячеслава і Ореста. Відкриття було здійснено за участі дочки В'ячеслава Федоронька, Александри Федоронько-Адамчевської та Президента Республіки Польщі Леха Качинського, а освячення пам'ятника здійснили митрополит Савва, Гайнівський архієпископ Мирон Ходаковський та Сім'ятицький єпископ Георгій.
У 2007 році посмертно отримав звання полковника.
8 жовтня 2009 року, у рамках акції «Катинь… пам'ятаємо»/«Катинь…Вберегти від забуття», на так званій Катинській алеї на Центральному кладовищі у Саноку було висаджено Дуб Пам'яті, присвячений Шимонові Федороньку (саджання здійснювали його родичка Анна Слушкєвіч та ксьондз Ян Антоновіч). Дуб Пам'яті, що вшановує пам'ять Шимона Федоронька було висаджено також у Плоцьку.
Шимон Федоронько та його сини були згадані у змісті промови під назвою «Свобода і Правда», яку підготував Президент Республіки Польща Лех Качинський, і яка була запланована на відзначення 70-річчя злочинів біля Катині 10 квітня 2010 року у Катині, проте не виголошувалася через авіакатастрофу польського президентського літака у Смоленську.
18 березня 2025 Православна церква Польщі прийняла рішення про канонізацію та зарахування протопресвітера полковника Шимона Федоронька до лику святих мучеників Катинських. День пам’яті — 17 вересня.